# ATP Buenos Aires
ATP Buenos Aires (spaniolă Abierto de Buenos Aires inițial cunoscut sub numele de Campionatele argentiniene și fondat în 1921   este un turneu anual de tenis pentru jucătorii de tenis de sex masculin care are loc la Buenos Aires, Argentina. Turneul face parte din seria  ATP World Tour 250 și se joacă în exterior pe terenuri cu zgură. De obicei are loc în februarie și include atât un turneu de simplu masculin, cât și un turneu de dublu masculin. Între 1970 și 1989 a făcut parte din circuitul de tenis Grand Prix și dintr-un eveniment Grand Prix Super Series (1970–71).

## Rezultate

### Simplu
| An        | Campion                 | Finalist                | Scor                             |
| --------- | ----------------------- | ----------------------- | -------------------------------- |
| 1956      | Enrique Morea (6)       | Ulf Schmidt             | 6–2, 6–1, 6–2                    |
| 1957      | Luis Ayala (2)          | Enrique Morea           | 6–8, 6–4, 6–2, 6–2               |
| 1958      | Mario Llamas            | Enrique Morea           | 6–4, 9-7, 1–6, 2–6, ?            |
| 1959      | Manuel Santana          | Luis Ayala              | 6–2, 7–5, 2–6, 9–7               |
| 1960      | Luis Ayala (3)          | Manuel Santana          | 6–3, 3–6, 6–3, 7-5, 8–6          |
| 1961      | Pierre Darmon           | Enrique Morea           | 6–1, 6–1, 6–1                    |
| 1962      | Jan-Erik Lundqvist      | Patricio Rodríguez      | 2–6, 6–4, 7-5, 2–6, 6–3          |
| 1963      | Nicola Pietrangeli      | Ronald Barnes           | 6–2, 4–6, 6–4, 6–3               |
| 1964      | Chuck McKinley          | Manuel Santana          | 6–4, 1–6, 4–6, 6–3, 4-5, retired |
| 1965      | Nicola Pietrangeli (2)  | Cliff Drysdale          | 6–8, 6–4, 6–0, 1–6, 7-5          |
| 1966      | Cliff Richey            | Thomaz Koch             | 6–3, 6–2, 2–6, 6–0               |
| 1967      | Cliff Richey (2)        | José Edison Mandarino   | 7–5, 6–8, 6–3, 6–3               |
| 1968      | Roy Emerson             | Rod Laver               | 9–7, 6–4, 6–4                    |
| 1969      | François Jauffret       | Željko Franulović       | 3–6, 6–2, 6–4, 6–3               |
| 1970      | Željko Franulović       | Manuel Orantes          | 6–4, 6–2, 6–0                    |
| 1971      | Željko Franulović (2)   | Ilie Năstase            | 6–3, 7–6, 6–1                    |
| 1972      | Karl Meiler             | Guillermo Vilas         | 6–7, 2–6, 6–4, 6–4, 6–4          |
| 1973      | Guillermo Vilas         | Björn Borg              | 3–6, 6–7, 6–4, 6–6 retired       |
| 1974      | Guillermo Vilas (2)     | Manuel Orantes          | 6–3, 0–6, 7–5, 6–2               |
| 1975      | Guillermo Vilas (3)     | Adriano Panatta         | 6–1, 6–4, 6–4                    |
| 1976      | Guillermo Vilas (4)     | Jaime Fillol            | 6–2, 6–2, 6–3                    |
| 1977A     | Guillermo Vilas (5)     | Wojtek Fibak            | 6–4, 6–3, 6–0                    |
| 1977N     | Guillermo Vilas (6)     | Jaime Fillol            | 6–2, 7–5, 3–6, 6–3               |
| 1978      | José Luis Clerc         | Víctor Pecci            | 6–4, 6–4                         |
| 1979      | Guillermo Vilas (7)     | José Luis Clerc         | 6–1, 6–2, 6–1                    |
| 1980      | José Luis Clerc (2)     | Rolf Gehring            | 6–7, 2–6, 7–5, 6–0, 6–3          |
| 1981      | Ivan Lendl              | Guillermo Vilas         | 6–2, 6–2                         |
| 1982      | Guillermo Vilas (8)     | Alejandro Ganzábal      | 6–2, 6–4                         |
| 1983–1984 | Nu s-a ținut            | Nu s-a ținut            | Nu s-a ținut                     |
| 1985      | Martín Jaite            | Diego Pérez             | 6–4, 6–2                         |
| 1986      | Jay Berger              | Franco Davín            | 6–3, 6–3                         |
| 1987      | Guillermo Pérez Roldán  | Jay Berger              | 3–2 retired                      |
| 1988      | Javier Sánchez          | Guillermo Pérez Roldán  | 6–2, 6–4                         |
| 1989–1992 | Nu s-a ținut            | Nu s-a ținut            | Nu s-a ținut                     |
| 1993      | Carlos Costa            | Alberto Berasategui     | 3–6, 6–1, 6–4                    |
| 1994      | Àlex Corretja           | Javier Frana            | 6–3, 5–7, 7–6(7–3)               |
| 1995      | Carlos Moyà             | Félix Mantilla          | 6–0, 6–3                         |
| 1996–2000 | Buenos Aires Challenger | Buenos Aires Challenger | Buenos Aires Challenger          |
| 2001      | Gustavo Kuerten         | José Acasuso            | 6–1, 6–3                         |
| 2002      | Nicolás Massú           | Agustín Calleri         | 2–6, 7–6(7–5), 6–2               |
| 2003      | Carlos Moyà (2)         | Guillermo Coria         | 6–3, 4–6, 6–4                    |
| 2004      | Guillermo Coria         | Carlos Moyà             | 6–4, 6–1                         |
| 2005      | Gastón Gaudio           | Mariano Puerta          | 6–4, 6–4                         |
| 2006      | Carlos Moyà (3)         | Filippo Volandri        | 7–6(8–6), 6–4                    |
| 2007      | Juan Mónaco             | Alessio di Mauro        | 6–1, 6–2                         |
| 2008      | David Nalbandian        | José Acasuso            | 3–6, 7–6(7–5), 6–4               |
| 2009      | Tommy Robredo           | Juan Mónaco             | 7–5, 2–6, 7–6(7–5)               |
| 2010      | Juan Carlos Ferrero     | David Ferrer            | 5–7, 6–4, 6–3                    |
| 2011      | Nicolás Almagro         | Juan Ignacio Chela      | 6–3, 3–6, 6–4                    |
| 2012      | David Ferrer            | Nicolás Almagro         | 4–6, 6–3, 6–2                    |
| 2013      | David Ferrer (2)        | Stanislas Wawrinka      | 6–4, 3–6, 6–1                    |
| 2014      | David Ferrer (3)        | Fabio Fognini           | 6–4, 6–3                         |
| 2015      | Rafael Nadal            | Juan Mónaco             | 6–4, 6–1                         |
| 2016      | Dominic Thiem           | Nicolás Almagro         | 7–6(7–2), 3–6, 7–6(7–4)          |
| 2017      | Alexandr Dolgopolov     | Kei Nishikori           | 7–6(7–4), 6–4                    |
| 2018      | Dominic Thiem (2)       | Aljaž Bedene            | 6–2, 6–4                         |
| 2019      | Marco Cecchinato        | Diego Schwartzman       | 6–1, 6–2                         |
| 2020      | Casper Ruud             | Pedro Sousa             | 6–1, 6–4                         |
| 2021      | Diego Schwartzman       | Francisco Cerúndolo     | 6–1, 6–2                         |
| 2022      | Casper Ruud (2)         | Diego Schwartzman       | 5–7, 6–2, 6–3                    |
| 2023      | Carlos Alcaraz          | Cameron Norie           | 6–3, 7–5                         |
| 2024      | Facundo Díaz Acosta     | Nicolás Jarry           | 6–3, 6–4                         |
| 2025      | João Fonseca            | Francisco Cerúndolo     | 6–4, 7–6(7–1)                    |

### Dublu
| An        | Campioni                                   | Finaliști                             | Scor                    |
| --------- | ------------------------------------------ | ------------------------------------- | ----------------------- |
| 1968      | Andrés Gimeno Fred Stolle                  | Rod Laver Roy Emerson                 | 6–3, 4–6, 7–5, 6–1      |
| 1969      | Patricio Cornejo Jaime Fillol              | Roy Emerson Frew McMillan             | W/O                     |
| 1970      | Bob Carmichael Ray Ruffels                 | Željko Franulović Jan Kodeš           | 7–5, 6–2, 5–7, 6–7, 6–3 |
| 1971      | Željko Franulović Ilie Năstase             | Patricio Cornejo Jaime Fillol         | 6–4, 6–4                |
| 1972      | Jaime Fillol (2) Jaime Pinto-Bravo         | Barry Phillips-Moore Iván Molina      | 2–6, 7–6, 6–2           |
| 1973      | Ricardo Cano Guillermo Vilas               | Patricio Cornejo Iván Molina          | 7–6, 6–3                |
| 1974      | Manuel Orantes Guillermo Vilas (2)         | Clark Graebner Thomaz Koch            | 6–4, 6–3                |
| 1975      | Paolo Bertolucci Adriano Panatta           | Jürgen Fassbender Hans-Jürgen Pohmann | 7–6, 6–7, 6–4           |
| 1976      | Carlos Kirmayr Tito Vázquez                | Ricardo Cano Belus Prajoux            | 6–4, 7–5                |
| 1977      | Ion Țiriac Guillermo Vilas (3)             | Ricardo Cano Antonio Muñoz            | 6–4, 6–0                |
| 1978      | Chris Lewis Van Winitsky                   | José Luis Clerc Belus Prajoux         | 6–4, 3–6, 6–0           |
| 1979      | Tomáš Šmíd Sherwood Stewart                | Marcos Hocevar João Soares            | 6–1, 7–5                |
| 1980      | Hans Gildemeister Andrés Gómez             | Ángel Giménez Jairo Velasco, Sr.      | 6–4, 7–5                |
| 1981      | Marcos Hocevar João Soares                 | Álvaro Fillol Jaime Fillol            | 7–6, 6–7, 6–4           |
| 1982      | Hans Kary Zoltán Kuharszky                 | Ángel Giménez Manuel Orantes          | 7–5, 6–2                |
| 1983–1984 | Nu s-a ținut                               | Nu s-a ținut                          | Nu s-a ținut            |
| 1985      | Martín Jaite Christian Miniussi            | Eduardo Bengoechea Diego Pérez        | 6–4, 6–3                |
| 1986      | Loïc Courteau Horst Skoff                  | Gustavo Luza Gustavo Tiberti          | 3–6, 6–4, 6–3           |
| 1987      | Sergio Casal Tomás Carbonell               | Jay Berger Horacio De La Peña         | W/O                     |
| 1988      | Carlos Costa Javier Sánchez                | Eduardo Bengoechea José Luis Clerc    | 6–3, 3–6, 6–3           |
| 1989–1992 | Nu s-a ținut                               | Nu s-a ținut                          | Nu s-a ținut            |
| 1993      | Tomás Carbonell (2) Carlos Costa (2)       | Sergio Casal Emilio Sánchez           | 6–4, 6–4                |
| 1994      | Sergio Casal (2) Emilio Sánchez            | Tomás Carbonell Francisco Roig        | 6–3, 6–2                |
| 1995      | Vince Spadea Christo van Rensburg          | Jiří Novák David Rikl                 | 6–3, 6–3                |
| 1996–2000 | Buenos Aires Challenger                    | Buenos Aires Challenger               | Buenos Aires Challenger |
| 2001      | Lucas Arnold Ker Tomás Carbonell (3)       | Mariano Hood Sebastián Prieto         | 5–7, 7–5, 7–6(7–5)      |
| 2002      | Gastón Etlis Martín Rodríguez              | Simon Aspelin Andrew Kratzmann        | 3–6, 6–3, [10–4]        |
| 2003      | Mariano Hood Sebastián Prieto              | Lucas Arnold David Nalbandian         | 6–2, 6–2                |
| 2004      | Lucas Arnold Ker (2) Mariano Hood (2)      | Federico Browne Diego Veronelli       | 7–5, 6–7(2–7), 6–4      |
| 2005      | František Čermák Leoš Friedl               | José Acasuso Sebastián Prieto         | 6–2, 7–5                |
| 2006      | František Čermák (2) Leoš Friedl (2)       | Vasilis Mazarakis Boris Pašanski      | 6–1, 6–2                |
| 2007      | Sebastián Prieto (2) Martín García         | Rubén Ramírez Hidalgo Albert Montañés | 6–4, 6–2                |
| 2008      | Agustín Calleri Luis Horna                 | Werner Eschauer Peter Luczak          | 6–0, 6–7(6–8), [10–2]   |
| 2009      | Marcel Granollers Alberto Martín           | Nicolás Almagro Santiago Ventura      | 6–3, 5–7, [10–8]        |
| 2010      | Sebastián Prieto (3) Horacio Zeballos      | Simon Greul Peter Luczak              | 7–6(7–4), 6–3           |
| 2011      | Oliver Marach Leonardo Mayer               | Franco Ferreiro André Sá              | 7–6(8–6), 6–3           |
| 2012      | David Marrero Fernando Verdasco            | Michal Mertiňák André Sá              | 6–4, 6–4                |
| 2013      | Simone Bolelli Fabio Fognini               | Nicholas Monroe Simon Stadler         | 6–3, 6–2                |
| 2014      | Marcel Granollers (2) Marc López           | Pablo Cuevas Horacio Zeballos         | 7–5, 6–4                |
| 2015      | Jarkko Nieminen André Sá                   | Pablo Andújar Oliver Marach           | 4–6, 6–4, [10–7]        |
| 2016      | Juan Sebastián Cabal Robert Farah          | Iñigo Cervantes Paolo Lorenzi         | 6–3, 6–0                |
| 2017      | Juan Sebastián Cabal (2) Robert Farah (2)  | Santiago González David Marrero       | 6–1, 6–4                |
| 2018      | Andrés Molteni Horacio Zeballos (2)        | Juan Sebastián Cabal Robert Farah     | 6–3, 5–7, [10–3]        |
| 2019      | Máximo González Horacio Zeballos (3)       | Diego Schwartzman Dominic Thiem       | 6–1, 6–1                |
| 2020      | Marcel Granollers (3) Horacio Zeballos (4) | Guillermo Durán Juan Ignacio Londero  | 6–4, 5–7, [18–16]       |
| 2021      | Tomislav Brkić Nikola Ćaćić                | Ariel Behar Gonzalo Escobar           | 6–3, 7–5                |
| 2022      | Santiago González Andrés Molteni           | Fabio Fognini Horacio Zeballos        | 6–1, 6–1                |
| 2023      | Simone Bolelli Fabio Fognini               | Nicolás Barrientos Ariel Behar        | 6–2, 6–4                |
| 2024      | Simone Bolelli (3) Andrea Vavassori        | Marcel Granollers Horacio Zeballos    | 6–2, 7–6(8–6)           |
| 2025      | Guido Andreozzi Théo Arribagé              | Rafael Matos Marcelo Melo             | 7–5, 4–6, [10–7]        |